# Tunisiens herrlandslag i handboll
Tunisiens handbollslandslag representerar Tunisien i handboll på herrsidan. Tunisien är Afrikas mest framgångsrika handbollslandslag på herrsidan. Laget har deltagit i VM 15 gånger.

## Bästa placering i handbolls-VM
- 4:e plats på hemmaplan i VM 2005

## Afrikanska mästerskapen
- Vinnare (10) : 1974, 1976, 1979, 1994, 1998, 2002, 2006, 2010, 2012, 2018
- Tvåa (8) : 1985, 1992, 1996, 2004, 2008, 2014, 2016, 2020
- Trea (6) : 1981, 1983, 1987, 1989, 1991, 2000

- 1974 -  Vinnare
- 1976 -  Vinnare
- 1979 -  Vinnare
- 1981 -  3:a
- 1983 -  3:a
- 1985 -  3:a
- 1987 -  3:a
- 1989 -  3:a
- 1991 -  3:a
- 1992 -  2:a
- 1994 -  Vinnare
- 1996 -  2:a
- 1998 -  Vinnare
- 2000 -  3:a
- 2002 -  Vinnare
- 2004 -  2:a
- 2006 -  Vinnare
- 2008 -  2:a
- 2010 -  Vinnare
- 2012 -  Vinnare
- 2014 -  2:a
- 2016 -  2:a
- 2018 -  Vinnare
- 2020 -  2:a
- 2022 - 4:a

## Världsmästerskapen
- 1967 : 15:a
- 1995 : 15:a
- 1997 : 16:a
- 1999 : 12:a
- 2001 : 10:a
- 2003 : 14:a
- 2005 : 4:a
- 2007 : 11:a
- 2009 : 17:a
- 2011 : 20:a
- 2013 : 11:a
- 2015 : 15:a
- 2017 : 19:a
- 2019 : 12:a
- 2021 : 25:a
- 2023 : 25:a

## Spelare i urval
- Wissem Hmam
- Heykel Mgannem
- Issam Tej